# Кялва
Кялва (также Кельва азерб. Kalva) — село в Ахсуйском районе Азербайджана.

## География
Расположено у подножий Ниалдага, рядом с трассой Ахсу-Исмаиллы в 37 км к северо-востоку от районного центра Ахсу.

## История
Кялва отождествляется с областью Гелаву. Название области связывают с племенем гелов. 
В «Описание Ширванской провинции, составленное в 1820 году, по распоряжению главноуправляющего в Грузии Ермолова, генерал-майором  Мадатовым и статским советником Могилёвским», упоминается «татарская» (азербайджанская) деревня Калва с общим числом семейств 48, принадлежащая Искандер-беку.

## Население
Материалы посемейных списков на 1886 год приводят сведения о численности, этническом и конфессиональном составе села. Согласно этим материалам, в Кельва (название по источнику) Шемахинского уезда Бакинской губернии насчитывалось 132 дыма и 1309 жителей (712 мужчин и 597 женщин) из них 1219 азербайджанцев-суннитов и 90 азербайджанцев-шиитов.
Согласно материалам Азербайджанской сельскохозяйственной переписи 1921 года Кельва с казмами (землянками) Даразадан, Ага казмаси, Кевна-казма, Баба-дагирманлы и Саят входили в состав Кельвинского сельского общества Шемахинского уезда Азербайджанской ССР. Общая численность населения составляла — 1266 человек (250 хозяйств). Преобладающая национальность — азербайджанские тюрки.
В 1980 году население Кялвы составляло 1733 человека. Жители занималось виноградарством, животноводством и разведением зерновых. В селе имелись средняя школа, клуб, библиотека, киноустановка, больница. 
В селе родился азербайджанский музыкант-балабанист — Али Зульфугар оглу Керимов. Уроженцем Кельва является Эльшан Муслимов (1995-2020) — прапорщик, военнослужащий азербайджанской армии. Участник Второй карабахской войны. Награждён «медалью «За освобождение Суговушана».